# بخش د لزاما
بخش د لزاما (به اسپانیایی: Partido de Lezama) یک منطقهٔ مسکونی در آرژانتین است که در استان بوئنوس آیرس واقع شده‌است. بخش د لزاما ۴٬۰۰۰ نفر جمعیت دارد.